# Eurípedes Simões de Paula
Eurípedes Simões de Paula (São Paulo, 15 de novembro de 1910 – 21 de novembro de 1977) foi um advogado, historiador e professor universitário brasileiro.
Uma das figuras mais proeminentes na disciplina de História no país, Eurípedes foi essencial para o estabelecimento do Instituto de Psicologia da Universidade de São Paulo.

## Biografia
Eurípedes nasceu na capital paulista em 1910. Era filho de Jacintho Araujo Cintra de Paula e Maria de Lourdes Carvalho Simões de Paula. Formou-se em direito em 1935 pela Faculdade de Direito do Largo São Francisco e, posteriormente, cursou Geografia e História (1934-1936) na Faculdade de Filosofia, Ciências e Letras da Universidade de São Paulo.
Em 1936 tomou posse da Cadeira de História da Civilização Antiga e Medieval. Em 1942, defendu a primeira tese de doutorado em Ciências (História) da Faculdade de Filosofia, Ciências e Letras da USP, apresentando o trabalho denominado O comércio varegue e o Grão-Principado de Kiev, sob a orientação de Jean Gagé.
Com a entrada do Brasil na Segunda Guerra Mundial, Eurípedes foi convocado para o serviço ativo do Exército Brasileiro como oficial da reserva. De 1942 a 1945 participou da campanha da Itália como 1º tenente da FEB, de onde voltou com seis condecorações. Em 1945, reassumiu a regência da Cadeira de História da Civilização Antiga e Medieval da USP e, em 1946, prestou concurso para Professor Catedrático desta mesma Cadeira, apresentando tese sobre o Marrocos e suas relações com a Ibéria na Antiguidade.
Em 1950, criou a Revista de História, da qual foi diretor durante 27 anos. Fundou a Associação dos Professores Universitários de História, destinada a congregar os professores desta disciplina, da qual também foi presidente desde a fundação até sua morte. Publicou cerca de 60 trabalhos: 3 livros e 56 estudos, ensaios e artigos, além de um número muito grande de resenhas de livros.
Foi diretor da Faculdade de Filosofia, Ciências e Letras da USP e, por duas vezes, Vice-Reitor. Contribuiu significativamente para a criação do Instituto de Psicologia da Universidade de São Paulo. Entre 1968 e 1969, onde se discutia ativamente a reforma universitária, um dos principais itens era a criação de institutos voltados para ensino e pesquisa em várias de conhecimento. Vários departamentos da então Faculdade de Filosofia, Ciências e Letras lutavam para se tornarem institutos como os de Física, a Biologia, a Matemática, a Educação.
A Psicologia também lutava por um instituto só seu, mas havia divergência entre os professores sobre sua criação. Alguns acreditavam que ela deveria estar agregada ao conjunto das ciências Biológicas, enquanto outros viam as ciências humanas como o lugar mais adequado para a inclusão da Psicologia. Foi devido ao trabalho ativo de Eurípedes que a Psicologia garantiu seu próprio instituto sem estar vinculada a qualquer outro departamento dentro da universidade.
Em 16 de janeiro de 1965 foi agraciado com o  título de doutor Honoris Causa pela Universidade de Toulouse por seu trabalho sobre Idade Média.

## Morte
Eurípedes morreu seis dias depois de completar 67 anos, em 21 de novembro de 1977, em consequência de um acidente de trânsito, em São Paulo, aos 67 anos. Ele foi sepultado no Cemitério da Consolação, no jazigo da Família Jacintho Cintra de Paula.

### Homenagem
Em 1979 foi homenageado sendo escolhido como Patrono da Cadeira 26 na Academia Paulista de Psicologia.